# Stephanos (Athener)
Stephanos (griechisch Στέφανος Stéphanos), Sohn des Antidorides aus dem Demos Eroiadai, war ein athenischer Redner und Politiker, der vor allem zur Mitte des 4. Jahrhunderts v. Chr. aktiv war.
Mit seiner Politik und als Ankläger vor der Volksversammlung war Stephanos ein Anhänger des Kallistratos. Im Frühjahr 346 v. Chr. brachte er den Antrag zur Erneuerung der Freundschaft und des Bündnisses mit Mytilene ein. Besonders bekannt wurde er durch einen Prozess, in dem er von seinem Widersacher und früheren Opfers Apollodoros angeklagt wurde. Er sollte die Kinder von oder mit der früheren Hetäre Neaira zu Unrecht als Kinder aus einer rechtskräftigen Ehe mit einer Athenerin ausgegeben haben. Die Tochter Phano soll er zu Unrecht zweimal mit athenischen Bürgern verheiratet haben. Über den Ausgang des Verfahrens und das Schicksal des Stephanos ist nichts bekannt. Es ist auch unklar, wie sich Stephanos über einen längeren Zeitraum als bedeutender Ankläger in Athen halten konnte, wenn es solche Gerüchte und Anschuldigungen gegen ihn gab.